# فان بوي وتشام تشام
فان بوي وتشام تشام (بالإنجليزية: Fanboy & Chum Chum)‏ هو مسلسل كرتون تلفزيوني أمريكي مرسوم بالكمبيوتر من إنتاج إريك روبليس على نكلوديون. وهي مستمدة من فانبوي، وهو مسلسل كرتون قصير أنتجه روبلز على نيكتونز وفريديراتور ستوديوز، والذي عرض من 14 أغسطس 2009 إلى 12 يوليو 2014 على فقرة راندوم كارتونز. عرضت الحلقة الأولى يوم 12 أكتوبر 2009 على نكلوديون كفقرة معاينة، قبل أن يتم عرضه رسميا في 6 نوفمبر 2009.
شاهد الحلقة الأولى 5.8 مليون مشاهد. بينما شاهد الحلقة الثانية 5.4 مليون مشاهد. 
على الرغم من أن الغالبية العظمى من الحلقات المنتجة قد عرضت قبل 2 نوفمبر 2012، فلم تعرض الحلقة الأخيرة على الهواء حتى 12 يوليو 2014  (رغم أنها أصدرت على DVD في عام 2011).
أغنية المسلسل من تأليف براد جوزيف بريك وأداء فرقة البانك ماي شي.
ولم يعلن عن إنتاج موسم ثالث على نكلوديون في الموسم التلفزيوني 2013-2014.  عرض على قناة نكلوديون العربية وبعد افتتاح قناة نيكتونز قامت إدارة نكلوديون بعرض المسلسل على القناة مرة اخرة وبدون حذف أو تحريف.

## قصة الكرتون
يحكي الكرتون أن هناك صديقين اسم الكبير فان بوي والآخر تشام تشام، وهما صديقان مرحان ينطلقان إلى مغامرات مجنونة وغير عادية ويمتلكان حيوية ونشاط ويحبان اللعب والمرح وهما يساعدان بعضهما البعض ولم يحدث بينهما شجار أبدا وهما يشربان المثلجات. مدة الكرتون عبارة عن نصف ساعة تتكون من مغامرتين كل مغامرة حوالى 11 دقيقة (22 دقيقة في بعض الحلقات) يقوم كل منها بمغامرة.

## شخصيات الكرتون
- فان بوي فتًى مغامر، يتصف بالجرأة والحماس والشجاعة ومُغرم بالكتب الكوميدية، ولديه خيال علمي خصب وهو بدوره إيجابي ونشيط دائمًا، لا يخشى المواقف الصعبة، ويتمتع بروح مرحة جدًّا وتجمعه الصداقة.

بـ «تشام تشام»، الذي يعتبره أقرب وأوفى الأصدقاء، ويدخل معه كل المغامرات ولا يستسلم للمشكلات التي كثيرًا ما يقع فيها، ويسعى دائمًا لحلها والخروج منها بسلام هذا لأنه مغامر وشجاع، يحب أن يفعل الأشياء غير العادية وأيضا تفكيره المُنظم يُمكِّنه من وضع الخطط المُحكمة التي تجعله يكمل مغامراته بنجاح.
- تشام تشام: الصديق المُقرّب والوفي لبطل أحداث المسلسل «فان بوي» وهو يشارك «فان بوي» كلَّ ما يقوم به من مغامرات مثيرة ودائما ما يثق به «فان بوي» جدًّا، ويقضي معه معظم أوقاته وهو مُحبّ للمغامرات، ويتمتع بالشجاعة، والخيال العلمي الخصب وهو نشيط جدًّا، ويتمتع بروح مرحة، وقليلاً ما يغضب وهو يشبه «فان بوي» كثيرًا، لدرجة أنهما يُحبان نفس الأطعمة والمشروبات. وهو وفِيّ جدًّا لصديقه «فان بوي» الذي لا يستطيع مفارقته أبدًا.[8]
- أوز (اسمه الكامل أوزوالد هارمونيان): يعتبره «فان بوي» و«تشام تشام» أكثر الناس معرفة وذكاءً وهو يدير محلاً للسلع الكوميدية، يُطلق عليه اسم «أوز كوميكس» وهو معروف لدى الجميع بجسمه البَدين ويعيش مع أمه كبيرة السن التي يحرص دائمًا على رعايتها.[9]
- ليني: رجل عصبي يسهل على «فان بوي» و«تشام تشام» إثارته وإغضابه ويرى أن «فان بوي» و«تشام تشام» مصدر لإزعاجه ووضعه تحت ضغط عصبي ويمتلك دراجة يُطلق عليها اسم «بايكي».[10]
- بوج: مُتقلّب المزاج، ولا يتمتع بالقدر اللازم من الحكمة والصبر ويلعب دورًا رئيسيًّا بالأحداث، حيث يُعتبر غريمًا لـ «فان بوي» و«تشام تشام» وهو مُغرم بلعبة الفيديو "لعبة القرد"، حيث يمضي معظم وقته في ممارستها، على حساب عمله اليومي ويمتلك السيارة «ساندي» ذات المواصفات التي تجعلها فريدة من نوعها.[11]
- يو: زميلة دراسة لكل من «فان بوي» و«تشام تشام» وهي فتاة لطيفة، ذكية، تتمتع بروحها المرح ولديها حيوانات إلكترونية أليفة، إحداها قطة تدعى «سكامبِرز» كثيرًا ما يقع الخلاف بينها وبين «تشام تشام» وتتمتع بقدرة كبيرة على المراوغة وابتكار الحيل الخادعة.[12]
- كايل: زميل دراسة لكل من الصديقين «فان بوي» و«تشام تشام» وهو طالب مجتهد في دراسته، ويسعى دائمًا لتحقيق نتائج دراسية عالية ويرى أن «فان بوي» و«تشام تشام» أقل ذكاءً منه، وبرغم ذلك يسعى دائمًا إلى أن يصبح صديقًا لهما وهولا يتمتع بصداقة الكثيرين، حيث إن لديه عددًا قليلاً جدًا من الأصدقاء ويغضب كثيرًا من «فان بوي» و«تشام تشام»؛ لأنهما يغفلان دائمًا ما يتمتع به من قدرات ذهنية مرتفعة ويعاني كثيرًا من خدع «فان بوي» و«تشام تشام»، وتصرفاتهما التي تغضبه جدًّا.[13]
- السيد مافلين: هو مدرس في المدرسة التي يتعلم فيها فان بوي وتشام تشام وهو يعانى من حول في العين
- رجل الثلج: هو البطل المفضل لكل من فان بوى وتشام تشام ويحاول جاهدا القضاء على الشر ونشر الخير في كل مكان ويمتلك أنفاس باردة تجمد أي شئ يقابلها
- ساخن لافا: هو العدو اللدود لرجل الثلج وهو يمتلك طاقة حرارية ضخمة ولكن غالبا ما يلقى هزيمة لا مثيل لها من رجل الثلج

## معالم في الكرتون
1. متجر المثلجات: هو المكان الذي يتم فيه بيع مثلجات الثلج المثلجة التي يشربها سكان المدينة ودائما يلعب فيه فان بوي وتشام تشام.
2. المدرسة: هي المكان الذي يتعلم فيه الصديقان فان بوي وتشام تشام ويدرس لهما السيد مافلين.

## تمثيل
- معوض إسماعيل (فان بوي، فان المدمر)
- ياسمين ياسر (تشام تشام، سوبر تشام)
- كريم الحسيني (كايل)
- كمال عطية (السيد مافلين، جني الأسنان، دكتور سوساكيولا)
- يارا علاء (يو)
- مصطفى البراء (ليني)
- زياد أنور (بوغ)
- إبراهيم غريب (الدكتور أكولا)
- أحمد خيري (أوز، رجل الثلج، ستان، بروفسور أوز)
- جهاد أبو العينين (الحارس قرفاني، الجنيهيتور)
- سهير البدراوي (أم أوز، السيدة كرام)
- شيماء شعلان (لوبي الموسم الأول)
- عادل عمر (الفتى في إعلان ميكاتيك، الفتى ذو السنين البارزين)
- عمرو مقبل (ميكاتيك)
- هاني عبد الحي (بروفسور حلو، بريزوالد)
- خلود عمر
- محمود شراع
- ياسمين نجيب
- إيهاب فؤاد

## روابط خارجية
- فان بوي وتشام تشام على موقع IMDb (الإنجليزية)
- فان بوي وتشام تشام على موقع ميتاكريتيك (الإنجليزية)
- فان بوي وتشام تشام على موقع كينوبويسك (الروسية)
- فان بوي وتشام تشام على موقع قاعدة بيانات الفيلم (الإنجليزية)